# 新礼院站
新禮院站（：／ Sillyewon yeok */?）是位于韩国忠清南道禮山郡禮山邑新禮院路的一个车站，属于长项线。

## 历史
- 1922年6月15日 - 落成使用。

## 相鄰车站
韓國鐵道公社
長項線
道高溫泉－新禮院－禮山